# Pål Grotnes
Pål Grotnes, född 7 mars 1977 i Lørenskog, Norge, är en norsk före detta professionell ishockeymålvakt.
Grotnes föddes i Norge men växte upp i Sverige, där hans mamma kommer ifrån. Han började spela ishockey vid fyra års ålder. Hans moderklubb är Kungsbacka Hockey och han spelade hockey i Frölunda HC J20. Han spelade sammanlagt tio säsonger i Stjernen Hockey och var under flera år en given första målvakt i det norska hockeylandslaget.